# İlhan Mansız
İlhan Mansız (Kempten, 10 augustus 1975) is een voormalige Turks-Duitse profvoetballer. Ilhan is zoon van gast-arbeiders die begin jaren 70 naar Duitsland vertrokken. Na zijn actieve voetbalcarrière was Ilhan bezig als acteur, fotomodel en kunstschaatser (na zijn deelname aan de Turkse versie van Dancing on Ice met zijn huidige partner Oľga Beständigová). Vooral in Japan was Ilhan zeer populair, hij wordt de David Beckham van Turkije genoemd.

## Carrière
Ilhan speelde bij veel clubs totdat hij in het professionele voetbaldoorbraak bij de toenmalige tweedeklasser Kusadasispor. De clubs waar hij onder andere bij speelde zijn: SV Lenzfried, FC Augsburg, 1.FC Köln en het Turkse Gençlerbirliği.
Na een succesvolle periode bij Samsunspor vertrok Ilhan in 2001 naar Beşiktaş met onder andere Tümer Metin. Hier brak hij definitief door, hij scoorde 26 maal in de competitie. Echte wereld bekendheid kreeg hij door het WK 2002. Zijn actie waarbij hij de bal over de Braziliaanse linksback Roberto Carlos probeerde te wippen was een van de hoogtepunten. Ook zijn doelpunten tegen Senegal in de kwartfinale en tegen Zuid-Korea in de troostfinale gaf hem veel bekendheid. Door het toernooi werd hij razend populair in Japan. Er waren zelf Japanners die helemaal naar Turkije kwamen om Ilhan in actie te zien. Hierop sloeg de Japanse club Vissel Kobe een commerciële slag en lijfde Ilhan in voor een bedrag van €6 miljoen. De Turk werd in Japan onthuld als een ware wereldster, maar hij kon al deze beloftes niet waar maken. Ilhan presteerde zeer slecht en had last van veel blessureleed.
Nadat Ilhan een halfjaar bij de Duitsers van Hertha speelde, beëindigde de Turk zijn actieve loopbaan als profvoetballer. De blessure leed duurde te lang en Ilhan had privé problemen. Niet veel later toen het Turkse Ankaragücü bij de speler aanklopte wilde Ilhan het nog een keer proberen. Door onprofessioneel gedrag werd zijn contract ontbonden. Nadat hij in Duitsland werd aangereden toen hij te voet een straat overstak, met zware knieblessures en een maandenlange revalidatie als gevolg, hield Ilhan het als profvoetballer voor bekeken.